# Permutação circular
Na matemática, permutação circular é um tipo de permutação composta por um ou mais conjuntos em ordem cíclica. Ocorre quando temos grupos com m elementos distintos formando uma circunferência.
É definida pela fórmula:
{\displaystyle Pc(m)=(m-1)!}
- Exemplo 1: Seja um conjunto com 4 pessoas. De quantos modos distintos estas pessoas poderão sentar-se junto a uma mesa circular para realizar o jantar sem que haja repetição das posições?
P(4) = (4-1)! = 3! = 6

- Exemplo 2: Seja um conjunto com 10 cientistas. De quantos modos distintos estes cientistas podem sentar-se junto a uma mesa circular para realizar uma experiência sem que haja repetição das posições?
P(10) = (10-1)! = 9! = 362880

- Exemplo 3: 5 crianças desejam brincar de roda. De quantos modos distintos estas crianças podem formar a roda sem que haja repetição?
P(5) = (5-1)! = 4! = 24